# Diego Sánchez de Badajoz
Diego Sánchez de Badajoz (Talavera la Real, entonces aldea de Badajoz, finales del siglo XV - †1549), poeta y dramaturgo español del Renacimiento.

## Biografía
Nació en la entonces aldea de Badajoz (actual Talavera la Real), perteneciente al término municipal de Badajoz (hasta 1460).
Escasos son los datos que se tienen sobre este importante autor dramático del siglo XVI. Quizá se graduó de bachiller en Salamanca, aunque en todo caso fue párroco de Talavera la Real entre 1533 y 1549. Se hallaba muy vinculado a la catedral de la ciudad de Badajoz y a los Duques de Feria.

## Obras
Su sobrino editó sus poemas y piezas dramáticas en Recopilación en metro, (Sevilla, 1554). Se trata de veintisiete piezas dramáticas que llama “farsas”, algunas de las cuales pueden ser consideradas ya autos sacramentales por su tema eucarístico y su técnica alegórica, como ha señalado Bruce W. Wardropper; faltan algunas obras perdidas, como los Sermones y el Confisionario. Las acotaciones suelen referirse a retablos, lo que evidencia el que se representaba en el interior de las iglesias. Entre sus poemas la temática es predominantemente religiosa y destacan Montería espiritual, Matraca para jugadores, Danza en que todos los pecados mortales danzan con nuestro padre Adán, Romance de Nuestra Señora, Introito para pescadores, Introito para herradores, etc. En su teatro moralizante usa el dialecto estremeñu sayagués y procura introducir elementos picarescos, pero prescinde de todo erotismo y bucolismo. Son obras de entre tres y seis personajes, a veces alegóricos y sin nombre propio, pues representan a tipos no individualizados: el pastor, el colmenero, la mujer, el marido... El mundo que representa es todavía muy medieval: el orden social establecido es inmutable; el autor es un moralista, no un crítico social. Doce farsas tienen tema navideño, diez tratan sobre el Corpus (los autos sacramentales suprascritos), dos son de santos y cuatro de otros temas. Destacan Farsa de la muerte, Farsa del molinero, Farsa del Santísimo Sacramento, Farsa del colmenero, Farsa del juego de cañas.